# Campeonato Mundial de Esquí Nórdico de 1984
El XXXV Campeonato Mundial de Esquí Nórdico se celebró en tres sitios diferentes: en Sarajevo (Yugoslavia) entre el 12 y el 18 de febrero (las pruebas de saltos en esquí individual incluidas en el programa de los XIV Juegos Olímpicos de Invierno contaron como pruebas del Mundial), en Engelberg (Suiza) el 12 de febrero (saltos en esquí por equipo) y en Rovaniemi (Finlandia) el 17 de marzo (combinada nórdica por equipo) de 1984 bajo la organización de la Federación Internacional de Esquí (FIS).

## Salto en esquí
| Evento                              | Oro                                                                                    | Plata                                                             | Bronce                                                                       |
| ----------------------------------- | -------------------------------------------------------------------------------------- | ----------------------------------------------------------------- | ---------------------------------------------------------------------------- |
| Trampolín normal individual (12.02) | Jens Weißflog RDA 215,2 pts.                                                           | Matti Nykänen · Finlandia · 214,0 pts.                            | Jari Puikkonen · Finlandia · 212,8 pts.                                      |
| Trampolín grande individual (18.02) | Matti Nykänen · Finlandia · 231,2                                                      | Jens Weißflog RDA 213,7                                           | Pavel Ploc Checoslovaquia 202,9                                              |
| Trampolín grande por equipo (12.02) | Finlandia · Markku Pusenius · Pentti Kokkonen · Jari Puikkonen · Matti Nykänen · 618,3 | RDA Ulf Findeisen Matthias Buse Klaus Ostwald Jens Weißflog 572,2 | Checoslovaquia Ladislav Dluhoš Vladimír Podzimek Jiří Parma Pavel Ploc 564,1 |

## Combinada nórdica
| Evento                            | Oro                                                                       | Plata                                                                           | Bronce                                                                 |
| --------------------------------- | ------------------------------------------------------------------------- | ------------------------------------------------------------------------------- | ---------------------------------------------------------------------- |
| TN + 3 × 10 km por equipo (17.03) | Noruega · Geir Andersen · Hallstein Bøgseth · Tom Sandberg · 1189,46 pts. | Finlandia · Rauno Miettinen · Jukka Ylipulli · Jouko Karjalainen · 1186,32 pts. | URSS Alexandr Prosvirnin Alexandr Mayorov Ildar Garifulin 1183,54 pts. |

## Medallero
| Núm. | País           | Oro | Plata | Bronce | Total |
| ---- | -------------- | --- | ----- | ------ | ----- |
| 1    | Finlandia      | 2   | 2     | 1      | 5     |
| 2    | RDA            | 1   | 2     | 0      | 3     |
| 3    | Noruega        | 1   | 0     | 0      | 1     |
| 4    | Checoslovaquia | 0   | 0     | 2      | 2     |
| 5    | URSS           | 0   | 0     | 1      | 1     |
|      | TOTAL          | 4   | 4     | 4      | 12    |